# グリア郡 (テキサス州)
グリア郡は1860年2月8日にテキサス州議会により（当時のテキサス州副知事であったジョン・A・グリアの名を取って）起立された郡である。この地域は合衆国とテキサス州の両者によりその領有権が主張されていた。1896年5月に合衆国最高裁判所の判決によりオクラホマ準州（当時）に帰属することになった。以降グリア郡全域がオクラホマ州域内にある（郡は分割、#レガシー参照）。

## 紛争の起源
論争の発端は1819年のアダムズ＝オニス条約における地図にさかのぼる。条約では、東西に走るナケテシュ川（レッドリバー）がジョン・メリッシュによる1818年発行の地図が示す西経100度の子午線にぶつかるまでは北側がフランス領、南側がスペイン領と定められていた。ところがこのメリッシュ地図の西経100度子午線は実際のそれより90マイル（およそ140km）ほど東にずれて記載されており、さらにナケテシュ川は（実際の）100度子午線の50マイル（およそ80km）東側で二股に分かれていた。テキサスはこの二股の北側にあたる支流を境界であると主張し、米国政府は南側支流（その後この支流は “Prairie Dog Town Fork Red River” と呼ばれるようになった）が境界であると主張した。 

## 「合衆国対テキサス州」裁判

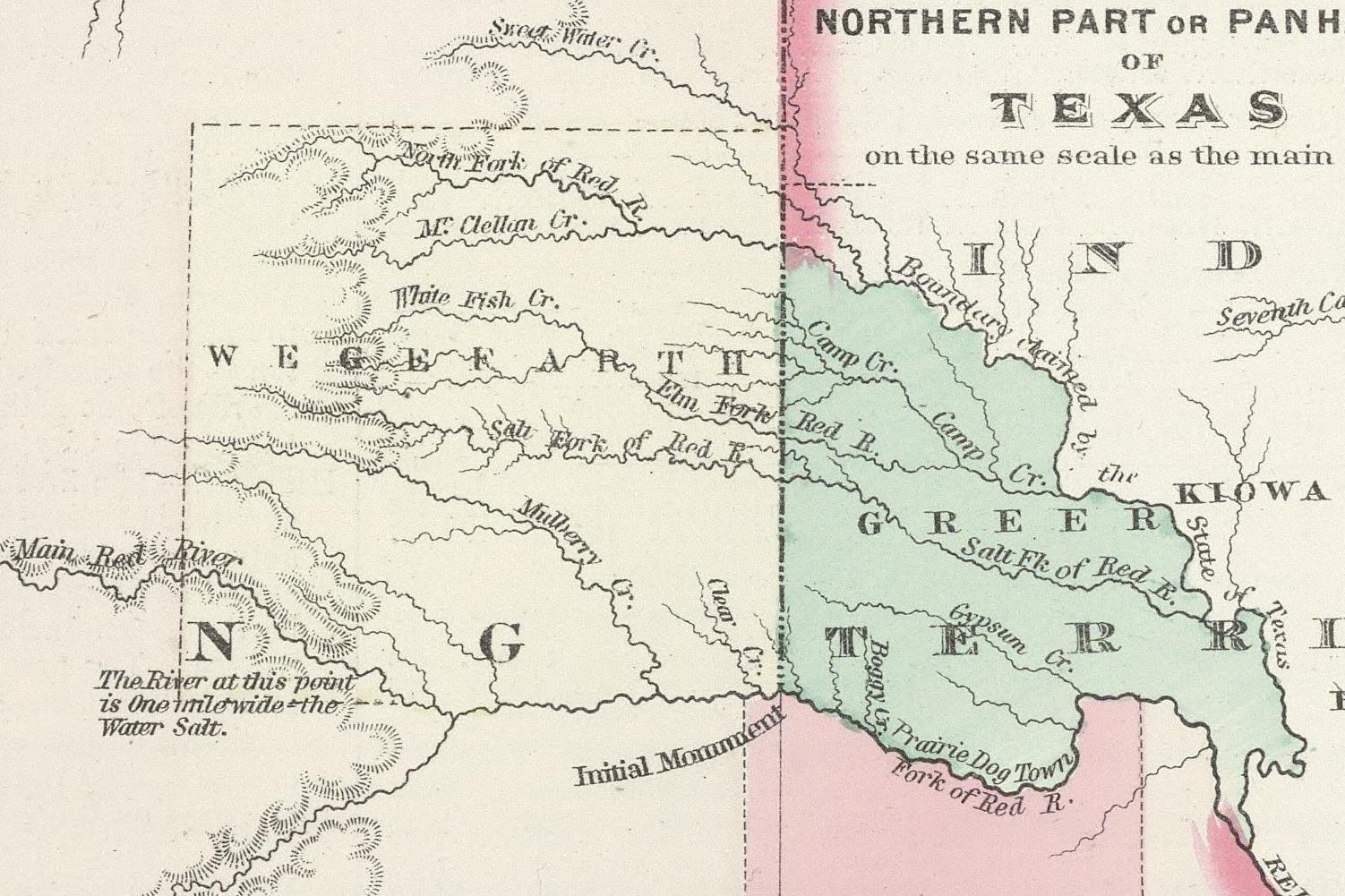
1874年のグリーア郡とウェゲファース郡の地図。

この領土紛争は法廷に持ち込まれ、下級審ではこの種の判断の権限がなく、最終的には連邦最高裁判所で争われた。この合衆国対テキサス州事件 (162 U.S. 1 (1896)) での裁判所の判断は合衆国を支持するもので、150万エーカー（およそ6,070 平方キロメートル）の土地はアメリカ合衆国に帰属するものとされた。この判決を受けて米国議会はオクラホマ準州に当該土地を正式に割り当てた（1896年 5月4日）。直後に「グリア郡ホームステッド法」が成立し、既にテキサスから入植している人々に対して現在居住している土地160エーカーにプラスしてさらに160エーカーを1エーカーあたり1ドル（平方キロメートル当たり247ドル）の安価にて購入する許可を与えた。 

## レガシー
オクラホマが米国の第46番目の州になった時（1907年11月16日）、当初のグリア郡は3分割されてグリア郡、ジャクソン郡、ベッカム郡の一部となった。1909年5月22日には住民による投票でグリア郡からハーモン郡が分離起立された。

## 参照資料
- Estill-Harbour、エマ、博士「 グリア郡 」、 オクラホマのクロニクル 12：2（1934年6月）145-162（2006年8月16日検索）。